# Новая Буда (Киевская область)
Новая Буда (укр. Нова Буда) — село, входит в Бородянский район Киевской области Украины.
Население по переписи 2001 года составляло 849 человек. Почтовый индекс — 07836. Телефонный код — 8-04477. Занимает площадь 1,45 км². Код КОАТУУ — 3221082004.
В окрестностях села берёт начало река Песковка.

## Местный совет
07823, Киевская обл., Бородянский р-н, с. Загальцы, ул. Октябрьская, 136б